# طبقة اجتماعية

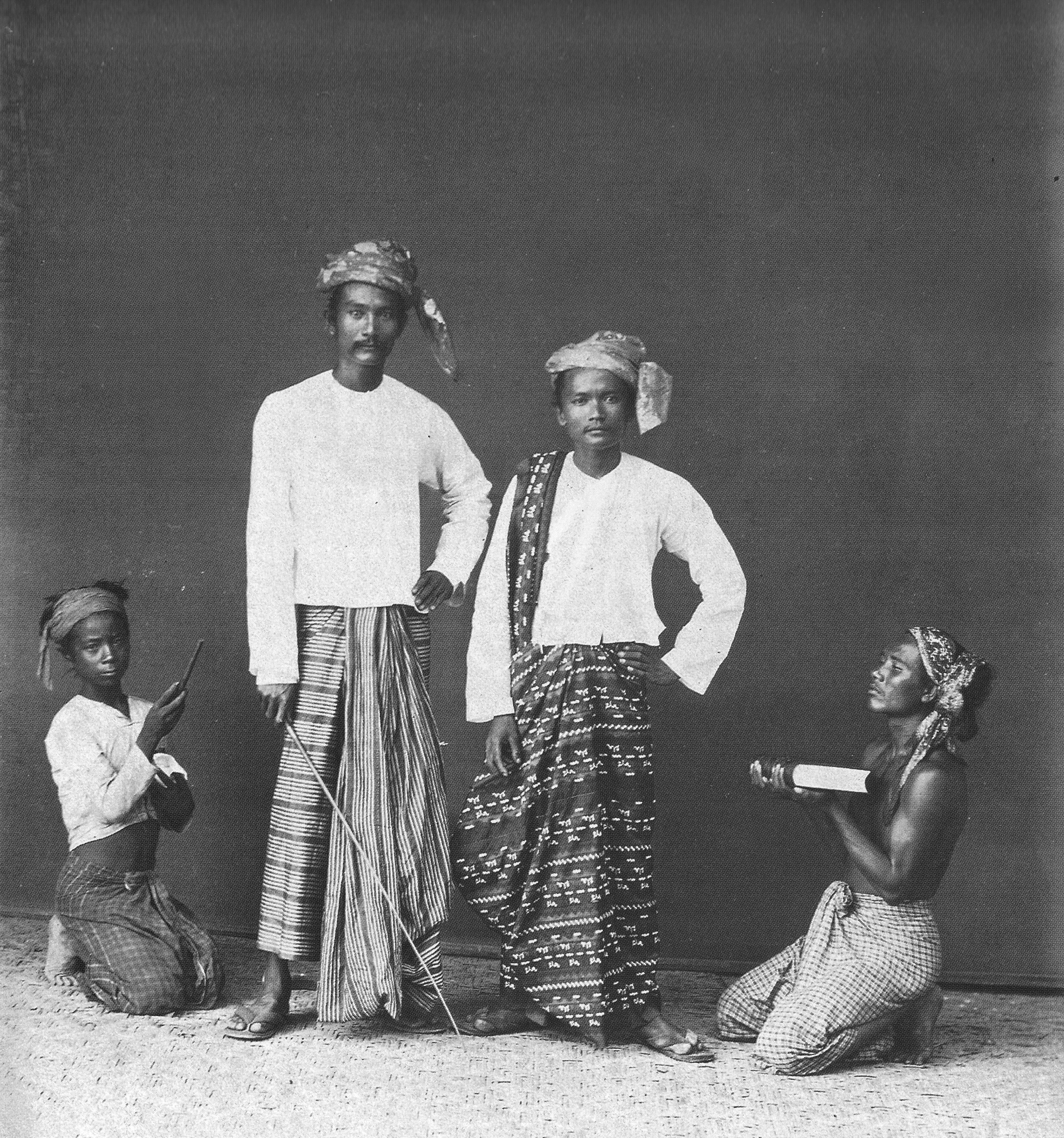
بورما، النبلاء والخدم

نظام الطبقات هو عبارة عن مجموعة من المفاهيم في العلوم الاجتماعية والنظرية السياسية تركز على نماذج من التراتب الاجتماعي الذي يتم من خلاله تصنيف الناس إلى مجموعة من الفئات الاجتماعية الهرمية. أكثر الطبقات شيوعاً هي: الطبقة الغنية والطبقة المتوسطة والطبقة العاملة.
موضوع الطبقات اساسي للدراسه والتحليل عند علماء الاجتماع وعلماء السياسة وعلماء الأنثروبولوجيا والمؤرخين الاجتماعيين. مع ذلك ليس هنالك رأي محدد بشأن تعريف كلمة طبقة والمصطلح يشمل تعاريف مختلفة.
بلغة عامية فإن مصطلح "طبقة اجتماعية" عادة ما يكون مرادفا ل "طبقة اجتماعية اقتصادية" والذي يمكن تعريفه بانه"اشخاص يملكون نفس الوضع الاجتماعي اوالاقتصادي أو التعليمي.
إن المعايير الدقيقة لتحديد مفهوم الطبقة في المجتمع قد تغيرت مع مرور الوقت، ووفقا لكارل ماركس فإن «مفهوم الطبقية» يحدد عن طريق علاقة الفرد مع وسائل الإنتاج (علاقاتهم الإنتاجية).
الطبقات في المجتمع الرأسمالي المعاصر كما اسماها ماركس هي كالتالي :
- البروليتاريا وهم أولئك الذين «يعملون لكن لا يملكون وسائل الإنتاج»
- والبرجوازية وهم الرأسماليون الذين يملكون وسائل الإنتاج.

مصطلح الطبقة "class" مشتق من اللغة اللاتينية التي كانت تستخدم من قبل مندوبي التعداد لتصنيف المواطنين حسب الثروة لتحديد التزامات الخدمة العسكرية.
و في اواخر القرن الثامن عشر بدأ مصطلح «الطبقة» يستخدم كوسيلة اساسية لتنظيم المجتمع بشكل تقسيمات هرمية. وقد مثّل هذا انخفاضا في اهمية الخصائص الوراثية التي يمتلكه الفرد وزيادة في أهمية الثروة والدخل كمؤشرات لموقع الفرد في السلم الاجتماعي.

## لمحة تاريخية

### مصر القديمة
يرجع تاريخ النظام الطبقي إلى عصور مصر القديمة، إذ تميز أعضاء المناصب النخبوية بإجادتهم القراءة والكتابة. كان الأثرياء على رأس النظام الاجتماعي، في حين كان عامة الناس والعبيد في أسفله. بيد أن هذه الطبقات لم تكن جامدة؛ فقد كان بإمكان رجل من أصول متواضعة أن يرتقي إلى مناصب رفيعة.
كان المصريون القدماء ينظرون إلى الرجال والنساء، بما في ذلك الأشخاص المنتمون إلى كافة الطبقات الاجتماعية، على أنهم متساوون أمام القانون بصورة جوهرية. وتمتع أدنى الفلاحون بحق رفع التماس إلى كل من الوزير ومحكمته من أجل القصاص.

شكل الفلاحون غالبية السكان، ولكن كانت المِلكية المباشرة للمنتجات الزراعية ترجع إلى الدولة أو المعبد أو العائلة النبيلة المالكة الأرض. كذلك فرض على الفلاحين ضريبة عمل، وكانوا ملزمين بالعمل في مشاريع الري أو البناء بموجب نظام العمل بالسخرة. تمتع الفنانون والحرفيون بمكانة أعلى من الفلاحين، ولكنهم كذلك كانوا واقعين تحت سطوة الدولة، فعملوا في الورش التي ألحقت بالمعابد، وتقاضوا أجورهم من خزينة الدولة بصورة مباشرة. شكل الكتاب والمسؤولون الطبقة العليا في مصر القديمة، والتي كانت معروفة باسم «طبقة التنانير البيضاء»، في إشارة إلى الملابس الكتانية المبيضة التي استخدمت كعلامة دالة على رتبهم. أبرزت الطبقة العليا مكانتها الاجتماعية في الفن والأدب. انضوى كل من الكهنة والأطباء والمهندسون الحاصلون على تأهيل تخصصي في مجالاتهم تحت طبقة النبلاء. من غير الواضح ما إذا كانت العبودية -كما نفهمها اليوم- موجودة في مصر القديمة؛ إذ تختلف آراء المؤلفين حيال الأمر.
«لم يكن أي مصري حرًا، بالمعنى الذي نعرفه للكلمة. ولم يكن بوسع أي فرد التشكيك في التسلسل الهرمي للسلطة، والذي تكلل بإله حي.»

— إميل دوركايم
كان بوسع العبيد بيع وشراء حقوق استرقاقهم، وشق طريقهم نحو نيل الحرية أو الارتقاء إلى طبقة النبلاء، فضلًا عن تداويهم في مكان العمل على يد أطباء، وذلك رغم أنهم استُغلوا كخدم مأجورين بعقود في معظم الأحيان.

### أماكن أخرى
حلت الطبقات محل المجتمع العشائري في اليونان القديمة بالترافق مع انحسار النظام العشائري، وذلك بعد أن أصبح حجم العشيرة صغيرًا للغاية، وهو ما حال دون تلبية الاحتياجات المتزايدة للسكان. كذلك يعد تقسيم العمل أساسيًا لنمو الطبقات.
من الناحية التاريخية، كانت الطبقة والسلوكيات الاجتماعية محددة بموجب القانون. فمثلًا، خضعت أنماط اللباس التي سمح بارتدائها في بعض الأوقات والأماكن لتنظيم صارم، إذ استأثرت طبقات المجتمع العليا والطبقة الأرستقراطية باللباس المترف، في حين حددت قوانين النفقات الكمالية أنواع الملابس والمجوهرات المناسبة للمنزلة والمكانة الاجتماعية الخاصة بكل شخص. تنامى شيوع هذه القوانين في أوروبا خلال العصور الوسطى. ومع ذلك، ظلت هذه القوانين عرضةً للتغيير بفعل التغيرات المجتمعية الحاصلة، وأخذت هذه الفروق بالتلاشي في كثير من الحالات، على غرار التمييز بين البطارقة والدهماء، والذي كاد أن يندثر خلال أواخر عهد الجمهورية الرومانية.
كان تأثير جان جاك روسو على المُثل السياسية العليا للثورة الفرنسية كبيرًا، وذلك نظرًا لآرائه تجاه اللامساواة والطبقات. إذ رأى روسو أن البشر كانوا «أنقياء وصالحين بطبيعتهم»، وهو ما يعني أنه عدهم أبرياء منذ الولادة، وأن أي شر يظهرونه كان مكتسبًا. وكان يعتقد أن نشأة المشاكل الاجتماعية ترجع إلى تطور المجتمع وكبت النقاء الفطري للجنس البشري. كذلك كان يعتقد أن الملكية الخاصة هي المسبب الرئيسي للمشاكل الاجتماعية في المجتمع؛ ذلك لأن الملكية الخاصة تؤدي إلى اللامساواة من خلال القيمة التي تضفيها على الممتلكات. سلّم روسو بحقيقة أن اللامساواة الاجتماعية ستظل دائمًا موجودة بسبب الكيفية التي يدار بها المجتمع والنظرة تجاهه، مع أن نظريته تنبأت بانتشار المساواة في حال انعدام الملكية الخاصة.
نظر مفكرو عصر التنوير اللاحقون إلى اللامساواة على اعتبارها أمرًا قيمًا وضروريًا لتطور المجتمع وازدهاره. كذلك اعترفوا بأن الملكية الخاصة ستؤدي إلى خلق حالة من اللامساواة في نهاية المطاف، وذلك بسبب القدرة على تخزين مجموعة من الموارد المملوكة بشكل خاص وجني أصحابها لأرباح مالية من العجز الحاصل في هذه الموارد. يمكن لذلك أن يتسبب في خلق تنافس بين الطبقات، وهو ما عده هؤلاء المفكرون أمرًا ضروريًا. كذلك من شأن هذا أن يؤدي إلى حدوث تدرج بين الطبقات، مع محافظته على الاختلاف الواضح بين الطبقات الدنيا الأكثر فقرًا، والطبقات العليا الأكثر ثراءً.
تحافظ كل من الهند ونيبال وكوريا الشمالية وسريلانكا وبعض الشعوب الأصلية على الطبقات الاجتماعية حتى يومنا هذا.
في المجتمعات الطبقية، يميل الصراع الطبقي إلى التكرر أو الاستمرار في الحدوث، وذلك استنادًا على وجهات النظر السوسيولوجية والأنثروبولوجية. لم تكن المجتمعات الطبقية دائمة الوجود؛ إذ كان هناك أنواع مختلفة تمامًا منها. وعلى سبيل المثال، المجتمعات القائمة على العمر بدلًا من رأس المال. فكِكت العلاقات الاجتماعية بالقوة خلال الفترة الاستعمارية، وهو ما أدى إلى ظهور مجتمعات قائمة على الفئات الاجتماعية المنوطة بالعمل المأجور والملكية الخاصة ورأس المال.

## نماذج نظرية

### بورديو
بالنسبة بورديو، يعد الموقع الذي يحتله الشخص في السلم الاجتماعي أكثر إبهامًا من مقابله في علم الاجتماع الفيبري. استعرض بورديو مجموعةً من المفاهيم لما كان يشار إليه باسم أنواع رأس المال. تضمنت هذه الأنواع رأس المال الاقتصادي، على شكل أصول قابلة للتحويل إلى سيولة مالية والمؤمنة كملكية خاصة. يختلف هذا النوع من رأس المال عن أنواع رأس المال الأخرى المؤسسة ثقافيًا، والتي جاء بورديو على ذكرها، ألا وهي: رأس المال الثقافي الشخصي (التعليم الرسمي والمعرفة)، ورأس المال الثقافي الموضوعي (الكتب والفن)، ورأس المال الثقافي المؤسسي (التكريمات والألقاب).

### العلاقة بين الإثنية والطبقة
كذلك يمكن أن يلقي العرق وغيرها من الفئات الكبيرة الأخرى بتأثيرها على الحالة الطبقية. إذ يشيع ارتباط المكانة الطبقية بمجموعات إثنية بعينها في العديد من المجتمعات، وهو ما يرتبط أيضًا بالعرق. هذا وبوسع الطبقة والإثنية التأثير على الوضع الاجتماعي الاقتصادي للشخص أو المجتمع، وهو ما يؤثر بدوره على كل شيء، بما في ذلك توافر فرص العمل وجودة الرعاية الصحية والتعليم المتاح. تتغير الطريقة التي يدرك بها الآخرون الأفراد بفضل التسميات المنسوبة إليهم، إذ تتضافر التسميات المتعددة المرتبطة بالوصمة الاجتماعية لتزيد من سوء العواقب الاجتماعية المترتبة عن هذه التسميات.
غالبًا ما تكون الطبقة الحاكمة متجانسة إثنيًا، وذلك نتيجةً للغزو أو التمايز الإثني الداخلي. توضع قيود قانونية أو عرفية على أعراق أو مجموعات إثنية محددة في بعض المجتمعات، وهو ما يحول دون أن يشغل هؤلاء مناصب طبقية محددة. تختلف الإثنيات المندرجة ضمن الطبقات العليا أو الدنيا باختلاف المجتمع.

وضعت صلات قانونية صارمة تربط ما بين الإثنية والطبقة، على غرار النظام الطبقي في إفريقيا، ونظام الفصل العنصري (الأبارتايد)، ووضع طبقة البوراكومين في المجتمع الياباني، والنظام الطبقي في أمريكا اللاتينية.

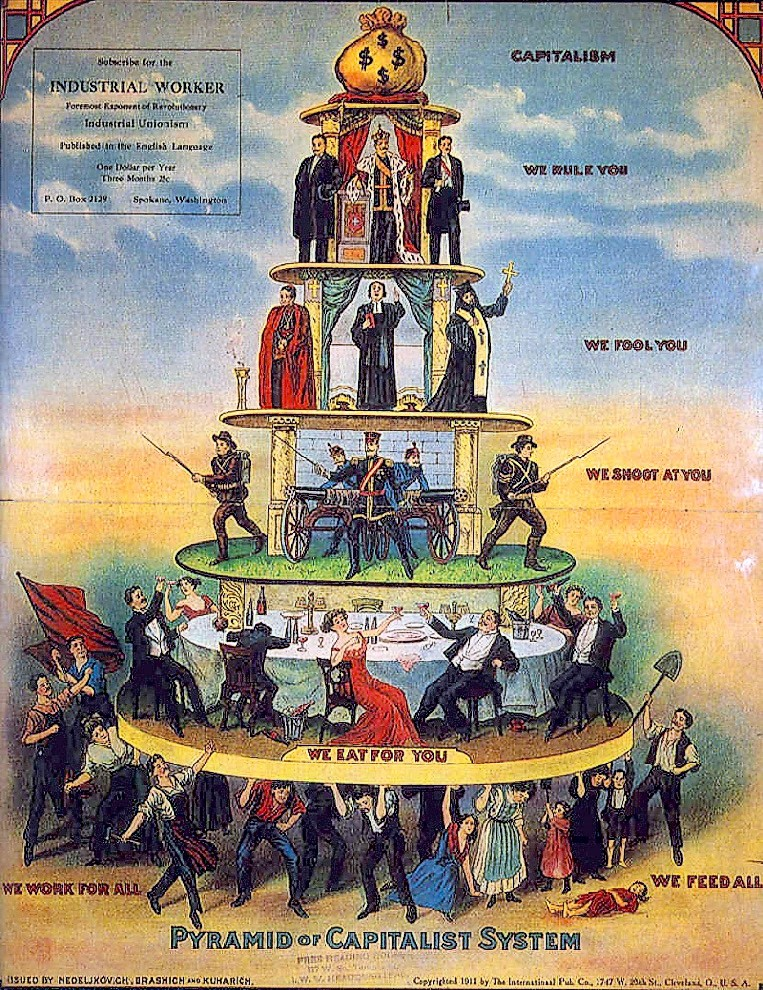
هرم النظام الرأسمالي: صورة توضح التدرج الطبقي في المجتمع الفرنسي

## نماذج نظرية
تعكس تعريفات الطبقات الاجتماعية عددًا من وجهات النظر السوسيولوجية المستقاة من علم الإنسان وعلم الاقتصاد وعلم النفس وعلم الاجتماع. أما وجهات النظر التاريخية الرئيسية فقد تمثلت بالماركسية ونظرية النسق الاجتماعي. ينقسم المجتمع بحسب نموذج الطبقات الشائع إلى تسلسل هرمي بسيط يتألف من الطبقة العاملة، والطبقة الوسطى، والطبقة العليا. ظهر ضمن الأوساط الأكاديمية تعريفان شاملان من مدرستين فكريتين: تلك المتوافقة مع نماذج الطبقات السوسيولوجية للمجتمع الطبقي العائدة إلى القرن العشرين، وتلك المتوافقة مع النماذج الاقتصادية المادية التاريخية للماركسيين والأناركيين العائدة إلى القرن التاسع عشر.
يمكن توضيح وجه اختلاف آخر بين المفاهيم التحليلية للطبقة الاجتماعية على غرار التقاليد الماركسية والفيبرية، فضلًا عن التقاليد الأكثر تجريبية من قبيل مقاربة الحالة الاجتماعية الاقتصادية التي تشير إلى علاقة كل من الدخل والتعليم والثروة بالنتائج الاجتماعية دون أن تقتضي وجود نظرية محددة حول البنية الاجتماعية على وجه الضرورة.

### الماركسية
بالنسبة لماركس، الطبقة هي مجموعة من العوامل الموضوعية والذاتية. موضوعياً، هي فئة تشارك بوسائل الإنتاج. ذاتياً، فهو تحلي الاعضاء بالفهم اللازم «الوعي الطبقي» بالمصالح المشتركة. والوعي الطبقي ليس مجرد الوعي بمصلحة أحد افراد الطبقة الخاصة ولكن أيضا مجموعة من وجهات النظر المشتركة بشأن الكيفية التي ينبغي أن تنظم المجتمع قانونيا وثقافيا واجتماعيا وسياسيا.
في النظرية الماركسية، تتميز البنية الطبقية بالصراع بين فئتين رئيسيتين: البرجوازية: الرأسماليين الذين يملكون وسائل الإنتاج، والبروليتاريا أو الطبقة العاملة: الذين عليهم بيع قوة عملهم وطاقاتهم. هذه هي البنية الاقتصادية الأساسية للعمل والممتلكات، وهي حالة من عدم المساواة والتطبيع تستنسخ من خلال الأيدولوجية الثقافية.

### نظرية فيبر
وضع ماكس فيبر نظريته «العناصر الثلاث للتقسيم الطبقي» التي رأت ان الطبقة الاجتماعية ناشئة من التفاعل بين «المركز» «الطبقة» و «السلطة». ويعتقد فيبر ان مكانة الطبقة تحددها علاقة الشخص بوسائل الإنتاج بينما المكانة تنشأ من تقديرات الشرف والسمعة.
يستمد فيبر العديد من المفاهيم الأساسية له عن الطبقات الاجتماعية من خلال دراسة البنية الاجتماعية في كثير من البلدان. وخلافا لنظريات ماركس، فأنه أشار إلى ان الطبقية استندت على أكثر من مجرد ملكية رأس المال. وأشار فيبر إلى أن بعض أعضاء الطبقة الأرستقراطية يفتقرون إلى الثروة الاقتصادية لكن مع ذلك فهم قد يملكون السلطة.وبالمثل في أوروبا، فالعديد من العائلات اليهودية الثرية تفتقر الهيبة والشرف، لأنها كانت عضوا في «جماعة منبوذة» مثل اليهود.

### الاستطلاع الطبقي في بريطانيا العظمى
في الثاني من أبريل عام 2013 أجرت بي بي سي المملكة المتحدة بالتعاون مع خبراء اكاديميين استطلاعاً،  نُشر في الإنترنت. واستندت النتائج التي نشرت على استبيان شمل 160,000 من المقيمين في المملكة المتحدة ومعظمهم يعيش في انكلترا حيث وصفوا أنفسهم بأنهم «بيض». عُرِّفَت الطبقة وقِيست تبعا لكمية ونوع الموارد الاقتصادية (الدخل والاصول) والثقافية (الاهتمامات والأنشطة الثقافية) والاجتماعية (العائلة، الأصدقاء والاتصالات التجارية والشخصية).

### التقسيم الثلاثي الشائع للطبقات

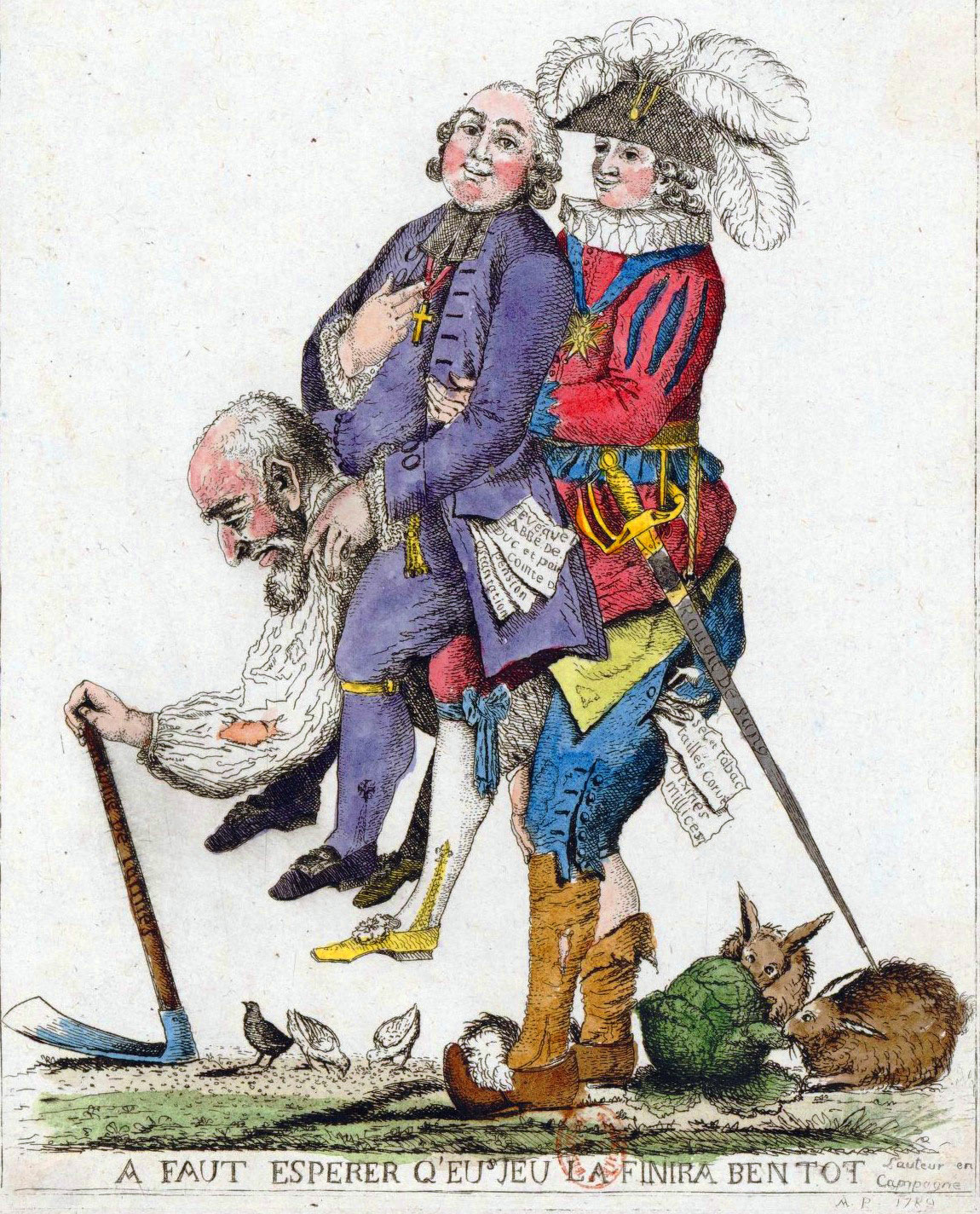
صورة رمزية من المجتمع الاقطاعي قبل الثورة الفرنسية : الريفي الذي يحمل النبيل ورجل الدين.

إن مفهوم الطبقة الاجتماعية في يومنا هذا يعتمد على تقسيم المجتمع لثلاث طبقات أولها الطبقة الغنية التي تملك مصدر القوة ورؤوس الاموال وتسيطر على وسائل الإنتاج. والثانية الطبقة المتوسطة تتكون من العمال المهنيين واصحاب الأعمال الصغيرة. والاخيرة وهي الطبقة العاملة التي تعتمد على الأعمال ذات الاجر المنخفض وغالبا ما تعاني هذه الطبقة من الفقر.

#### الطبقة الغنية
الطبقة الغنية، وهم اصحاب الثروات، وعادة يمتلكون السلطة السياسية الاقوى. لكن في بعض البلدان يكون المال كافيا للانضمام إلى الطبقة العليا. واحيانا الطبقة العليا تتكون من اولئك الذين ولدوا من اسلاف نبلاء وارستقراطيين أو تزوجوا منهم، اما الذين جمعوا ثروتهم من النشاطات التجارية ينُظر إليهم باستهجان، ويطلق عليهم (حديثي النعمة).
بشكل عام تضم الطبقة العليا واحد أو اثنان بالمئة من السكان. وغالبا ما يكون مواليد الطبقة العليا ضمن هذه النسبة، وتنتقل الثروة الهائلة من جيل إلى جيل عبر العقارات.
ويطلق احيانا على افراد الطبقة الغنية ب «الواحد في المئة».

#### الطبقة المتوسطة
ويشكلون الغالبية، حيث يقع الكثير من الناس ما بين الطبقة العليا والطبقة الدنيا من حيث الحالة الاقتصادية والاجتماعية. أحد الامثلة على الطبقة المتوسطة هو ما يحدث في الولايات المتحدة حيث تطلق على الغالبية من السكان ومن ضمنهم اناس يصنفون ضمن الطبقة العاملة في بلدان أخرى، واحيانا يسمى عمال الطبقة المتوسطة بعمال الياقات البيضاء. ويلاحظ بعض المنظرين مثل رالف داريندورف ان الكثير يميلون نحو الطبقة المتوسطة في المجتمعات الغربية الحديثة لا سيما فيما يتعلق بضرورة وجود قوة عاملة متعلمة في الاقتصادات التكنولوجية.
تجنب المرشحين في الانتخابات الرئاسية 2016 استخدام مصطلح «الطبقة الوسطى» لأنها تثير مشاعر القلق وعدم الاستقرار. وفي المدة بعد الحرب العالمية الثانية احتلت الطبقة المتوسطة موقع ومكانة قوية لضمان وادامة االحلم الأمريكي. ولكن منذ فترة الركود في عام 2008، والطبقة الوسطى، وخاصة الطبقة العاملة، لم تشعر بالامان أو بامكانية ضمان المستقبل للاجيال القادمة من خلال عملها.

#### الطبقة العاملة
الذين يعملون في وظائف الحد الأدنى للأجور مع ضمان اقتصادي قليل جداً. ويشير مصطلح «الطبقة الدنيا» أيضا للأشخاص ذوي الدخل المنخفض. وتقسم الطبقة العاملة احيانا إلى اولئك الذين يعملون ولكنهم يفتقرون إلى الامان المادي، والقسم الآخر هم أولئك العاطلين والمشردين، وخاصة أولئك الذين يتلقون الرعاية من الدولة. وهذا الاخير يشابه مصطلح الماركسية (اللومبنبروليتريا). ويدعى افراد الطبقة العاملة احيانا بعمال الياقات الزرقاء.

#### الطبقة الاجتماعية في الولايات المتحدة
تقسم الطبقات في أمريكا عادة إلى أربع فئات اجتماعية: الطبقة العليا والطبقة الوسطى، والطبقة العاملة، والطبقة الدنيا. يكسب افراد الطبقة العليا عادة فوق 250,000 $ سنويا. ويكسب افراد الطبقة الوسطى بين 48,000 $ و249،000 $ سنويا. اما افراد الطبقة العاملة فيصل دخلهم إلى حوالي 48,000 $. واخيرا افراد الطبقة الدنيا الذين يتلقون الحد الادنى للجور والذي قد لا يكفي حتى لاعالة انفسهم. ويعتقد ان هذه الفجوات الطبقية هي المسبب للصراع الطبقي. وبينما يشكل الدخل مؤشرا كبيرا لتحديد الطبقة، فالثروة العامة والاصول تلعب دورا كبيرا في تحديد الطبقة لان تلك الاشياء يمكن مبادلتها بالمال والحصول على القوة.

## عواقب النظام الطبقي
درس الطبيبان آنّ كيس وانجوس ديتون معدلات الوفيات على مجموعة من الناس البيض، توصلا إلى ان هناك العديد من حالات الانتحار المتزايدة والوفيات الناجمة عن تعاطي المخدرات بين افراد الطبقة المتوسطة من الامريكيين.كما تم تسجيل ان هذه المجموعة لديهم زيادة في تقارير الألم المزمن واعتلال الصحة العامة. وصرح د.ديتون ود.آن ان هذا يعود إلى الضغوط الذي يشعر بها الفرد في منتصف العمر من التساؤول عن امكانية مكافحته للفقر، وتأرجحه بين الفقر والعمل. وقد اخذت هذه الضغوط والاجهادات تؤثر على الناس وتتأثر الهيئات التي يعملون بها.

### التعليم
الطبقة الاجتماعية للفرد لها الكثير من التأثير على فرصه التعليمية. في كثير من البلدان أبناء الطبقة العليا فقط هم من يمكنهم الذهاب للمدارس الحصرية التي ينظر اليها على انها الأفضل، وليس هذا فقط، بل ان المدارس التي تدعمها الدولة والمجهزة من اجل الطبقات العليا تكون ذات جودة ومميزات أكبر بكثير من المدارس الحكومية المخصصة للطبقات الادنى. وهذا النقص في المدارس الجيدة هي التي تؤدي إلى تضخيم الفجوة ما بين الاجيال.
في عام 1977 نشر المنظر الثقافي البريطاني بول ويليس دراسة بعنوان (التعليم لاجل العمل)، والذي حقق من خلاله في العلاقة بين الطبقة الاجتماعية والتعليم، حيث وجد ان طلاب مدارس من الطبقة العاملة، يظهرون الكراهية نحو التعليم وبالتالي تصبح شيء غير مرغوب به عندهم وهذا يؤدي إلى بقائهم كطبقة عاملة.

### الصحة والتغذية
للطبقة الاجتماعية تأثير اخر على الفرد وهو الصحة والتغذية، حيث تؤثر على الصحة البدنية للشخص وقدرتهم على الحصول على الرعاية الطبية الكافية والتغذية، وتؤثر أيضا على متوسط العمر المتوقع.
يواجه الناس من الطبقات الدنيا مجموعة واسعه من المشاكل الصحية نتيجه للوضع الاقتصادي. فهم غير قادرين على استخدام الرعاية الصحية في كثير من الاحيان، ولو حصلوا عليها فهي ذا جودة قليلة مع انهم الأكثر عرضه للتدهور الصحي. نجد ان معدل وفيات الرضع يرتفع في العوائل من الطبقة الدنيا، كذلك يرتفع معدل الإصابة بالسرطان، امراض القلب والاعاقات الجسدية، ومع ذلك فان الرعاية الصحية (إن وجدت) هي اقل بكثير مما لدى الطبقة المتوسطة العليا.

### الوظائف
تعتمد ظروف الفرد في عمله بدرجة كبيرة على طبقته. فهولاء الذين في الطبقة المتوسطة-العليا والطبقة المتوسطة يتمتعون بحرية أكبر في مهنهم، فهم يتلقون احتراماً أكبر، ويتمتعون بمزيد من التنوع، وقادرون على إظهار بعض السلطة. اما في الطبقة الدنيا فيعاني العاملون فيها من بعض الغربة وعدم الرضا في العمل. كذلك الظروف المادية في العمل تختلف باختلاف الطبقات.

## الصراع الطبقي
الصراع الطبقي والذي كثيرا ما يشار اليه ب«حرب الطبقات»، وهو التوتر أو العداء القائم في المجتمع بسبب التنافس الاجتماعي والاقتصادي وتعارض الرغبات بين الطبقات المختلفة.
وقد اشار ماركس إلى ان تاريخ الطبقية هو تاريخ صراع طبقي، واشار أيضا إلى تزايد نجاح طبقة البرجوازية في المجتمعات.
ويرى ماركس بأن هذه الصراعات ستتوقف في وقت ما؛ إذا قادت ثورة البروليتاريا المجتمع أو إذا أصبحت الطبقة المُسيطرة هي الطبقة العاملة، ستُلغى جميع طبقات المجتمع مما يؤدي إلي مجتمع بلا طبقات بمعنى مساواة اجتماعية.

## مجتمع لا طبقي
ويشير هذا المصطلح إلى انه لا أحد يولد في طبقة معينة. فالفروق الناتجة من الثروة أو الدخل أو التعليم أو الثقافة أو الصلات الاجتماعية تنشأ فقط من من خلال الخبرة الفردية ومجهود الفرد نفسه.
وبما ان هذه الفروق يصعب تجنبها، فقد اقترح مناصري المجتمع اللاطبقي (كالشيوعيين والفوضويين) وسائل مختلفة لبعض المسائل المهمة للحفاظ على المجتمع وتفادي التقسيم.